# Edward Jakóbowicz

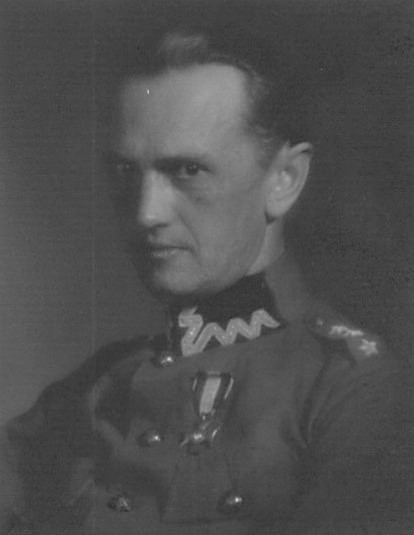
Edward Jakóbowicz w mundurze kapitana

Edward Andrzej Jakóbowicz (ur. 19 września 1891 we Lwowie, zm. 21 września 1972) – polski inżynier dróg i mostów, kapitan saperów rezerwy Wojska Polskiego, kawaler Orderu Virtuti Militari.

## Życiorys
Urodził się 19 września 1891 we Lwowie, w rodzinie Ernesta, mistrza krawieckiego, i Katarzyny z Pokrzywnickich. Ukończył szkołę ludową, a następnie c. k. I Wyższą Szkołę Realną we Lwowie, w której 18 czerwca 1910 zdał maturę. 1 października tego roku rozpoczął studia na Wydziale Inżynierii Lądowej Szkoły Politechnicznej we Lwowie.
4 sierpnia 1914 został wcielony do cesarskiej i królewskiej Armii. W czasie I wojny światowej od września 1914 do lipca 1915 walczył w Karpatach, w szeregach c. i k. Pułku Piechoty Nr 30. Od czerwca do września 1916 był uczniem Oficerskiej Szkoły Pionierów w Klosterneuburgu. Później jego oddziałem macierzystym był Batalion Saperów Nr 52. Od lipca 1917 do kwietnia 1918 walczył na froncie włoskim jako dowódca plutonu pionierów. Na stopień porucznika rezerwy został mianowany ze starszeństwem z 1 stycznia 1918 w korpusie oficerów piechoty.
9 września 1920 został zatwierdzony z dniem 1 kwietnia 1920 w stopniu kapitana, w Korpusie Inżynierii i Saperów, w grupie oficerów byłej armii austro-węgierskiej. Pełnił wówczas służbę w kompanii zapasowej saperów nr 6. W 1922 posiadał przydział w rezerwie do 4 pułku saperów w Sandomierzu. W następnym roku został przeniesiony do 6 pułku saperów w Przemyślu. 8 stycznia 1924 został zatwierdzony w stopniu kapitana ze starszeństwem z 1 czerwca 1919 i 118. lokatą w korpusie oficerów rezerwy inżynierii i saperów. 
W 1923 ukończył studia na Wydziale Budowy Dróg i Mostów Politechniki Lwowskiej i otrzymał dyplom inżyniera dróg i mostów. Jako student należał do inicjatorów budowy II Domu Technika we Lwowie przy ul. Abrahamowiczów 14, a w czasie budowy piastował przez pół roku stanowisko kierownika „Drużyn Robotniczych”. Praktykę zawodową rozpoczął w Towarzystwie Robót Technicznych „Tres”. Następnie pracował w firmie budowlanej „Brzuchowice” przy budowie pomieszczeń dla Korpusu Ochrony Pogranicza. W 1927 założył firmę budowlaną „Inżynier O. i E. Ungerowie i E. Jakóbowicz” stając się współwłaścicielem razem z Elizą Unger i jej mężem Oswaldem Ungerem.
W 1934, jako oficer rezerwy pozostawał w ewidencji Powiatowej Komendy Uzupełnień Lwów Miasto. Posiadał przydział w rezerwie do 4 batalionu saperów w Przemyślu.
Po zakończeniu II wojny światowej został zarejestrowany w jednej z rejonowych komend uzupełnień. Zmarł 21 września 1972 i został pochowany na cmentarzu parafialnym w Zakopanem (sektor K2, rząd B, numer 15). Był żonaty z Marią z Malczyńskich (1907–1990), dzieci nie miał.

## Ordery i odznaczenia
- Krzyż Srebrny Orderu Wojskowego Virtuti Militari nr 5520 – 4 sierpnia 1922[18][14]